# M270 Multiple Launch Rocket System
M270 Multiple Launch Rocket System (kratica M270 MLRS) je samovozni večcevni raketomet (orožje raketne artilerije. 
Leta 1983 je pričela Kopenska vojska ZDA uporabljati te raketomete, nakar pa se je uporaba razširila po drugih članicah Nata. Do konca proizvodnje leta 2003 je bilo izdelanih okoli 1.300 MLRS z več kot 700.000 pripadajočimi raketami.
Raketomet se je izkazal med zalivsko vojno kot zanesljivo in natančno orožje.